# Elisabeth Hammer
Elisabeth Hammer (* 29. Januar 1954) ist eine deutsche Sängerin und Liedermacherin christlicher Musik sowie Leiterin des Brettheimer Kinderchores.

## Leben
Zusammen mit ihrem Mann, dem evangelischen Pfarrer Hans-Gerhard Hammer, gründete sie zunächst den Jugendchor „Of Sing“, bei dem sie heute Regie beim Musiktheater führt.
1982 kam der Brettheimer Kinderchor hinzu, der in zwei Altersgruppen existiert. Viele ihrer Lieder schrieb sie gemeinsam mit ihrem Ehemann. Hans-Gerhard Hammer war von 1978 bis 2013 Pfarrer der Evangelischen Kirchengemeinde Brettheim. Mit ihm begann sie parallel auch ihr Engagement für die christliche Kindermusik mit dem Brettheimer Kinderchor, der bis heute (Stand 2020) mehr als ein dutzend Produktionen eingespielt hat. Dazu gehören neben Liedsammlungen auch Singspiele und Musicals.
Elisabeth Hammer wurde in den 1980er Jahren mit ihrem Debütalbum Ich weiß mich geborgen, erschienen im Verlag der Liebenzeller Mission, in der christlichen Musikszene bekannt. Es folgten weitere Alben wie Keine halben Sachen und Weitergehn sowie ein Weihnachtskonzept unter dem Titel Meine schönsten Weihnachtslieder.

## Privates
Elisabeth und ihr 2024 gestorbener Mann Hans-Gerhard Hammer haben vier Söhne
namens Thomas, Matthias, Markus und Johannes. Sie wohnt im Ruhestand in Großaltdorf (Vellberg). Mit dem Haus der Musik und Begegnung in Brettheim verwirklichte die Familie Hammer ferner ihre Idee eines Freizeitortes für christliche Musik und Gemeinschaft.

## Diskografie
| Jahr | Titel                            | Label                    | Anmerkungen |
| ---- | -------------------------------- | ------------------------ | --- |
| 1993 | Ich weiß mich geborgen           | VLM MC 25516             | |
| 1994 | Keine halben Sachen              | VLM MC 25519             | |
| 1994 | Weitergehn                       | VLM MC 25521             | |
| 1995 | Meine schönsten Weihnachtslieder | VLM MC 25523             | |
| 2001 | Nach vorne sehn                  | Hänssler Music CD 99.885 | Compilation-Album mit zwei Erstveröffentlichungen sowie neuveröffentlichten Remix-Titeln; erschienen unter Interpretenangabe: Elisabeth Hammer und Söhne |